# Emílio Dalçoquio Neto
Emílio Dalçoquio Neto (Itajaí, 1965) é um empresário brasileiro e presidente do Instituto Lux, associação suprapartidária e sem fins lucrativos de viés conservador. É um dos herdeiros da transportadora Dalçoquio (em disputa judicial), e também já foi presidente do Sindicato das Empresas de Veículos de Cargas de Itajaí (Seveículos). Tornou-se notório por sua militância bolsonarista e regionalista. É apontado como um lider das manifestações golpistas em Santa Catarina.

## Disputa judicial da transportadora Dalçoquio
Emílio é um dos herdeiros da transportadora Dalçoquio e trava junto com sua família um disputa judicial com os sócios. A transportadora é conhecida por prestar serviços à BR Distribuidora, uma subsidiaria da Petrobras que cuida da distribuição de combustíveis. A transportadora havia sido vendida pela família, em 2015, pelo valor de 20 milhões de reais. Inicialmente, a venda tinha sido para Milton Rodrigues Júnior, entretanto, dois meses depois, a direção da empresa declarou que na verdade havia sido vendida para Laércio Tomé. Milton protestou contra a declaração, afirmando que a negociação com Laércio não havia terminado.
No ano seguinte a venda, 2016, a empresa entrou em regime de recuperação judicial. O pai de Emílio, Augusto Dalçoquio Neto, fundador da empresa, havia sido nomeado pela justiça como administrador único da empresa como parte do processo de negociação conduzido na justiça, que busca reverter a venda da empresa.
A transportadora foi investigada pela Polícia Federal, em 2018, pela prática de locaute, considerado crime, que ocorre quando os patrões impedem o retorno das atividades como forma de influênciar negociações e o contexto de greve. O caso aconteceu durante a greve de caminhoneiros de 2018. A empresa havia emitido inclusive notas de apoio a greve.

## Instituto Lux
Emílio fundou, em 2019, o Instituto Lux, que se declara uma associação suprapartidária e sem fins lucrativos, "cujos associados e quem nela é aceito defendem ideias conservadoras pautada no bem estar do indivíduo, Família e da Pátria" O instituto se tornou notório nas redes sociais após a publicação de um vídeo em que Emílio aparece montado em um cavalo, e vestido com trajes que lembram as imagens da Ordem dos Templários, convocando a partipação nas manifestações pró-bolsonaro de 2020. O vídeo se tornou um meme na época, e o cavaleiro foi apelidade então de 'Templário de Taubaté' na internet.
O instituto se define pela propaganda ideológica conservadora, publicando vídeos em que, por exemplo, se demoniza a figura do pedagogo Paulo Freire. Já chegou a receber apoio em vídeo do ex-ministro da educação Abraham Weintraub. Entre os membros da entidade, figura Wander Pugliesi, conhecido militante neo-nazista, dono da 'piscina nazista' flagrada pelo helicóptero da Polícia Civil de Santa Catarina, em 2014.

## Atuação nas manifestações golpistas
No contexto das manifestações golpistas após as eleições gerais de 2022, que deram vitória à Luiz Inácio Lula da Silva, Emílio é apontado pela mídia e por relatórios da Polícia Rodoviária Federal como uma lideranças dos bloqueios e dos atos organizados no estado de Santa Catarina, participando também das redes nacionais de mobilização. Dalçoquio é identificado em diversos vídeos fazendo discursos de incentivo às movimentações golpistas, como também é dono de diversos veículos utilizados nos bloqueios.